# Račice (Litoměřicei járás)
Račice település Csehországban, a Litoměřicei járásban. Račice Štětí, Záluží, Hoštka, Bechlín és Brzánky településekkel határos. Lakosainak száma 401 fő (2024. január 1.).

## Népesség
A település lakosságának változását az alábbi diagram mutatja:
| Lakosok száma | 272  | 299  | 411  | 315  | 341  | 308  | 335  | 343  | 343  | 401  |
|               | 1869 | 1890 | 1921 | 1950 | 1980 | 2001 | 2017 | 2019 | 2022 | 2024 |